# Punch!
Punch! est une série télévisée d'animation québécoise en 20 épisodes de 30 minutes diffusée en 2008 sur Télétoon.

## Synopsis
Cette série parodie des célébrités canadiennes et étrangères. La série a entre autres parodié Jean Chrétien, Guy Cloutier, Jacques Villeneuve, Guy A. Lepage, l'émission Le Banquier avec Julie Snyder, etc.

## Voix francophones
- Hugolin Chevrette : Florian
- Camille Cyr-Desmarais : Connie
- Guy Nadon : Patron
- Pierre Brassard : Johnny
- Widemir Normil : Rémy
- Catherine Bonneau : Stéphane-Lee
- Michel M. Lapointe : Paul

Source et légende

## Épisodes
1. Florian arrive
2. Poubelles de vedettes
3. Mme Zigmoune
4. L’accident
5. Poupoune VS Poupoune
6. La motte
7. On coupe
8. Gai pas gai
9. Big brother
10. Ti-minou
11. Bobettes de Stars
12. Glucosamine
13. Les tounus
14. Téléréalité
15. La fille du dragon
16. La photo
17. La doublure
18. Le stagiaire
19. Le coming-in
20. Le golf
21. Scott craque

## Commentaires
Cette série est classée 13+ sur Télétoon depuis le changement de programmation. Auparavant, il était classé 8+.
L'épisode Scott craque est une parodie de Scil craque.
Dans la plupart des émissions de la série, Corneliu fait des apparitions dans le lieu de travail des personnages principaux. Il est également parodié et y est considéré comme idiot et chante vraiment faux. Les personnages le côtoyant le surnomme le «perceur de tympans».